# Nuytsia (Zeitschrift)
Nuytsia ist eine botanische Zeitschrift, die vom Western Australian Herbarium herausgegeben wird.
In Nuytsia werden Artikel über systematische Botanik veröffentlicht, wobei Beiträge mit Bezug zur westaustralischen Flora bevorzugt werden. Laut eigenen Angaben wurde fast jede fünfte Erstbeschreibung einer westaustralischen Pflanzenart in Nuytsia veröffentlicht.
Die Zeitschrift erschien erstmals 1970. Seitdem wurden jährlich bis zu zwei Ausgaben veröffentlicht, wobei bisweilen in einem Jahr auch gar keine Ausgabe erschien. Herausgeber ist Alex R. Chapman, ein forschender Wissenschaftler am Herbarium.
Die Zeitschrift wurde nach der Pflanzengattung Nuytsia aus der Familie der Riemenblumengewächse (Loranthaceae) benannt. Die einzige Art dieser monotypischen Gattung, die parasitische Baumart Nuytsia floribunda, gilt als ein Weihnachtsbaum in Western Australia, da ihre Blütezeit mit auffälligen orangefarbenen Blüten gerade in die Weihnachtszeit (die auf der Südhalbkugel im Sommer liegt) fällt.